# Вилађо Санта Рита (Лече)
Вилађо Санта Рита (итал. Villaggio Santa Rita) је насеље у Италији у округу Лече, региону Апулија.
Према процени из 2011. у насељу је живело 15 становника. Насеље се налази на надморској висини од 67 м.